# Milan Jelić
Milan Jelić (ur. 26 marca 1956 w Koprivnie, zm. 30 września 2007 w Doboju) – polityk serbski w Bośni i Hercegowinie. Prezydent Republiki Serbskiej w latach 2006–2007. Był przewodniczącym Związku Piłki Nożnej Republiki Serbskiej oraz Związku Piłki Nożnej Bośni i Hercegowiny.

## Życiorys
Ukończył szkołę średnią w Doboju, następnie studiował ekonomię na Uniwersytecie w Nowym Sadzie w Serbii. Przez cztery lata był radnym w Modričy.
Po podpisaniu porozumienia w Dayton, został wybrany do Zgromadzenia Narodowego Republiki Serbskiej. Uzyskał doktorat na Uniwersytecie w Banja Luce. Od 1996 do 2006 był deputowanym w Zgromadzeniu Narodowym Republiki Serbskiej z okręgu Modriča.
9 listopada 2006 został wybrany prezydentem Republiki Serbskiej. Zmarł w trakcie pełnienia urzędu. Doznał zawału serca w czasie oglądania meczu piłkarskiego w Modričy. Zmarł w szpitalu w Doboju.
Syn Jelića, Petar jest piłkarzem, reprezentantem Bośni i Hercegowiny i zawodnikiem niemieckiego 1. FC Nürnberg.